# Тошовиці
Тошовиці (пол. Toszowice, нім. Töschwitz) — село в Польщі, у гміні Рудна Любінського повіту Нижньосілезького воєводства.
Населення — 287 осіб (2011).
У 1975-1998 роках село належало до Легницького воєводства.

## Демографія
Демографічна структура станом на 31 березня 2011 року:
|          | Загалом | Допрацездатний вік | Працездатний вік | Постпрацездатний вік |
| -------- | ------- | ------------------ | ---------------- | -------------------- |
| Чоловіки | 137     | 32                 | 93               | 12                   |
| Жінки    | 150     | 36                 | 85               | 29                   |
| Разом    | 287     | 68                 | 178              | 41                   |